# 페르난도 소르

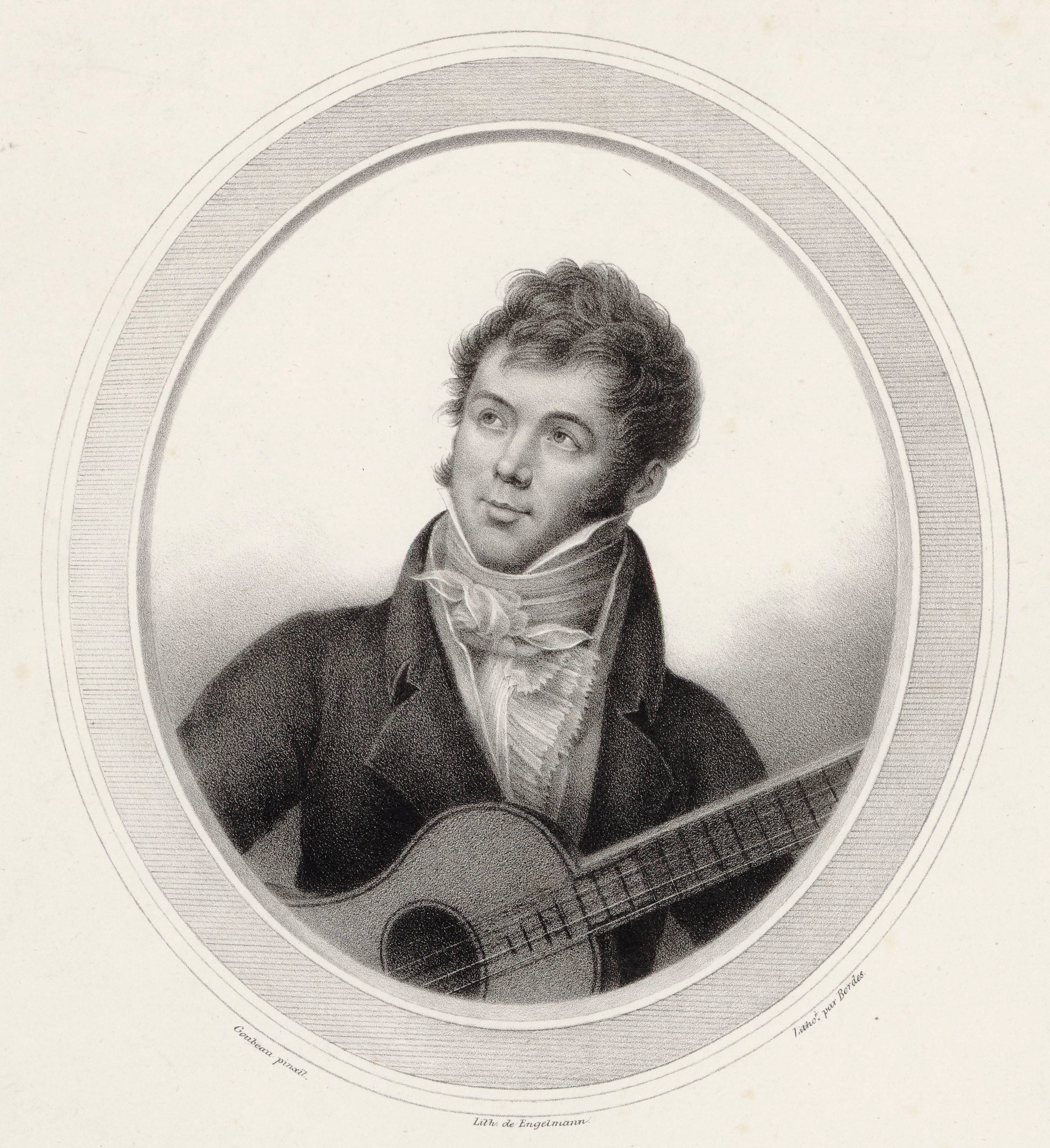

페르난도 소르(스페인어: Fernando Sor, 1778년 2월 13일 ~ 1839년 7월 10일)는 스페인의 클래식 기타 연주자, 작곡가다.
초기 낭만주의 시대의 스페인 클래식 기타리스트이자 작곡가였다. 솔로 클래식 기타 음악을 작곡한 것으로 가장 잘 알려진 그는 또한 오페라(19세에), 3개의 교향곡, 기타 듀오, 피아노 음악, 노래, 미사, 그리고 적어도 2개의 성공적인 발레를 작곡했다.
부분적으로는 소르 자신이 클래식 기타의 거장이었기 때문에(동시대 사람들은 그를 세계 최고로 여겼다) 그는 모든 수준의 해당 악기 연주자를 위해 교훈적인 음악을 작곡했다.
현대의 클래식 기타 연주자와는 달리 소르는 오늘날 친숙한 토레스 악기 이전의 더 작고 얇은 "로맨틱" 기타를 사용했다. 그는 손의 약지를 "드물게" 그리고 "화음을 위해서만(멜로디를 위해서가 아님)" 사용했다.